# SEZ6L
SEZ6L‏ (SEZ6L protein) هوَ بروتين يُشَفر بواسطة جين SEZ6L في الإنسان.